# Hieracium surrejanum
Hieracium surrejanum là một loài thực vật có hoa trong họ Cúc. Loài này được F.Hanb. mô tả khoa học đầu tiên năm 1894.